# Ревматоїдний артрит
Ревмато́їдний артри́т (лат. rheumatoid arthritis) — системне захворювання сполучної тканини з переважним ураженням дрібних суглобів за типом ерозивно-деструктивного поліартриту неясної етіології зі складним автоімунним патогенезом.
Ревматоїдний артрит у дорослих характеризується хронічним запальним процесом аутоімунної природи, кінцевий результат запального процесу ерозивно-деструктивні ураження поверхні суглобів, які закінчуються анкілозуванням, тобто людина втрачає можливість рухатись, особливо якщо лікування не достатнє, а перебіг захворювання агресивний.
Американські науковці визнали на конгресі у 2004 році, що ревматоїдний поліартрит є однією з чотирьох невирішених медичних проблем людства, поряд із онкологічними, психічними захворюваннями та СНІДом.

## Історичні відомості
Найперші сліди ревматоїдного артриту знайдені в 4500 до н. е.. Їх виявили на залишках скелетів індіанців у Теннессі, США. Перший документ, який описує симптоми, що дуже нагадують симптоми ревматоїдного артриту, датується 123 р. У 1859 р. захворювання отримало свою назву.

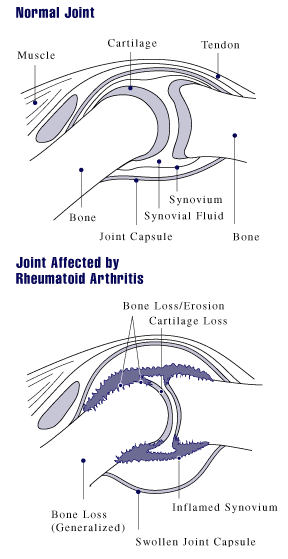
Ревматоїдний артрит

Назва походить від грецького Rheumatos, що означає «поточний», суфікс -оідний означає «у формі», артрит перекладається як «суглоб» і суфікс іт (гр. itis) означає «стан запалення».

## Причини захворювання

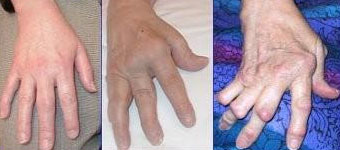
Руки, постраждалих від РА

Причини захворювання на цей день невідомі. Непрямі дані, такі, як збільшення кількості лейкоцитів у крові та швидкості осідання еритроцитів (ШОЕ), вказують на інфекційну природу процесу. Вважають, що захворювання розвивається в результаті дії якогось збудника, що спричинює порушення імунної системи у спадково схильних осіб; при цьому утворюються імунні комплекси, які відкладаються в тканинах і призводять до пошкодження суглобів. Але неефективність лікування антибіотиками швидше за все свідчить про неправильність такого припущення.
Захворювання характеризується високою інвалідністю (70 %), яка наступає досить рано. Основними причинами смерті від захворювання є інфекційні ускладнення і ниркова недостатність.
Лікування зосереджується в основному на полегшенні болю, уповільненні розвитку захворювання і відновленню пошкоджень за допомогою хірургічного втручання. Раннє виявлення захворювання за допомогою сучасних засобів може значно зменшити ураження, які можуть бути в суглобах та інших органах.
Вперше може проявитися після важкого фізичного навантаження, емоційного шоку, стомлення, в період гормональної перебудови, впливу несприятливих чинників або збудників.
За припущеннями дієтологів хворобу спричинює алергічна реакція на якийсь чинник, що впливає на нервову систему. Підозрюваними у цій справі є бактерії і токсини, які потрапляють у кров з «пористого товстого кишечника» та через печінку, яка не може їх вивести. Другий чинник, у відношенні якого є серйозні підозри — виробіток «шкідливих» ейкозаноїдів внаслідок порушення в організмі якого-небудь балансу, наприклад, через надлишок інсуліну, який спричинюють вуглеводи. Третій чинник — це вживання гідрогенізованих рослинних жирів та відсутність у раціоні корисних жирів, наприклад жирів класу омега-3. Зроблено припущення, що зміна раціону харчування може призвести до зменшення його симптомів або навіть повного зцілення.

## Епідеміологічні особливості хвороби
Ревматоїдний артрит поширений по всьому світу і зустрічається у всіх етнічних групах.
Поширеність 0,5-1 % (до 5 % у літніх). Співвідношення ч: ж = 1:3. Пік початку захворювання — 30-35 років.

Захворювання РА на 100,000 жителів. Дані 2004 р.
no data
less than 40
40-50
50-60
60-70
70-80
80-90
90-100
100-110
110-120
120-130
130-140
more than 140

1. 1 2 3 4 5 6 7 8 9 10 11 12 13 14 15 16 17 18 19 20 21 22 23 24 25 26 27 28 29 30 31 32 33 34  NDF-RT
2. ↑  Inxight: Drugs Database
3. ↑  Inxight: Drugs Database
4. ↑  Inxight: Drugs Database
5. ↑  Inxight: Drugs Database
6. ↑  Inxight: Drugs Database
7. ↑  Inxight: Drugs Database
8. ↑  Inxight: Drugs Database
9. ↑  Inxight: Drugs Database
10. ↑  Inxight: Drugs Database
11. ↑  Inxight: Drugs Database
12. ↑  Inxight: Drugs Database
13. 1 2  Телеканал Тоніс > Алло, лікарю! > Ювенільний ревматоїдний артрит і ревматоїдний поліартрит у дорослих. Телеканал «Тоніс» (українською та російською) . 28 лютого 2012. Архів оригіналу (flv) за 6 липня 2013. Процитовано 3 квітня 2012.
14. ↑  Bond, Geoff (2000). Natural eating.
15. ↑  WHO Disease and injury country estimates. World Health Organization. 2009. Архів оригіналу за 19 серпня 2011. Процитовано Nov. 11, 2009.

## Етіологія
Як і для більшості автоімунних захворювань, тут можна виділити 3 основних фактори (ревматологічна тріада):
1. Спадкова схильність до автоімунних реакцій.
2. Інфекційний фактор
Гіпотетичні тригери ревматичних захворювань:
- — Параміксовіруси — віруси епідемічного паротиту, кору, респіраторно-синцитіальні;
- — Гепадновіруси — вірус гепатиту В;
- — Герпесвіруси — віруси простого герпесу, варіцелли/оперізувального герпесу, цитомегаловірус, вірус Епштейна — Барр;
- — Ретровіруси — Т-лімфотропний вірус

3. Пусковий фактор (переохолодження, гіперінсоляція, інтоксикації, мутагенні медикаменти, ендокринопатії, стреси і т. д.).
Для жінок тривалість годування грудьми знижує ймовірність розвитку ревматоїдного артрита. Годування грудьми протягом 24 місяців і довше знижує ризик його розвитку вдвічі.

### Клінічні ознаки
Ревматоїдний артрит може початися з будь-якого суглоба, але частіше за все починається з дрібних суглобів пальців, рук і зап'ястків. Зазвичай ураження суглобів симетрично, тобто якщо болить суглоб на правій руці, значить має бути ураження того ж суглобу на лівій. Чим більше суглобів уражено, тим більш просунута стадія хвороби.
Інші часті симптоми:
- Втома.
- Ранкова скутість. Звичайно чим довше триває скутість, тим активніше захворювання.
- Загальна слабкість.
- Невисока гарячка, ломота в тілі, відчуття жару.
- Біль при тривалому сидінні.
- Спалахи активності захворювання супроводжуються ремісією.
- Міалгії.
- Втрата апетиту, депресія, втрата ваги, анемія, холодні та/або спітнілі долоні та ступні.
- Порушення роботи залоз в області очей і рота, що спричинює недостатнє вироблення сліз і слини.

## Діагностика
- Рентгенографія суглобів. На ранній стадії ревматоїдного артриту виявляється лише набряк м'яких тканин, зміни суглобів зазвичай з'являються не раніше, ніж через 6 місяців після початку захворювання. До ранніх змін суглобів відносяться навколосуглобовий остеопороз і звуження суглобових щілин внаслідок руйнування хряща. Згодом виникають ерозії — руйнування суглобових поверхонь кісток. Рідше з'являються навколосуглобові кісти. Крім того, можливий періостит, який у більшості випадків з часом зникає. Якщо періостит зберігається тривало, виключають синдром Райтера, псоріатичний артрит або вторинну інфекцію. По мірі прогресу захворювання ерозії стають множинними, виникають підвивихи суглобів. Для пізніх стадій остеоартрозу характерні кісткові розростання і остеофіти. У відсутність остеоартрозу вони зазвичай відсутні. Обстеження при підозрі на ревматоїдний артрит повинне включати:

- рентгенографію кистей, стоп, променезап'ясткових і колінних суглобів в задній прямій проєкції (рентгенографію колінних суглобів проводять в положенні стоячи),
- рентгенографію шийного відділу хребта,
- рентгенографію уражених суглобів.

- серологічне дослідження. Виявлення ревматоїдного чинника в сироватці хворих — основна лабораторна ознака ревматоїдного артриту
- Клінічний аналіз крові. При загостренні, як правило, відзначаються помірний лейкоцитоз і тромбоцитоз. Виявляється нормоцитарна нормохромна анемія. Медикаментозне лікування ревматоїдного артриту може ускладнюватися хронічною крововтратою через травний тракт. У цьому випадку можлива залізодефіцитна анемія. Для оцінки активності захворювання і спостереження визначають ШОЕ.
- Біохімічне дослідження крові. Рівень заліза і насичення трансферину залізом зазвичай знижені, залізосполучна здатність сироватки підвищена. При електрофорезі білків сироватки виявляється підвищення концентрації гамма-глобулінів та інших фракцій глобулінів. Часто трохи підвищується активність лужної фосфатази сироватки. Рівень сечової кислоти, кальцію і фосфатів, як правило, нормальний. Лікування НПЗЗ може призводити до порушення функції печінки і підвищення рівня креатиніну.

## Лікування
Потрібна модифікація способу життя. Основними препаратами в лікуванні вважаються хвороба-модифікуючі антиревматичні препарати: метотрексат, гідроксихлорохін, сульфасалазин, лефлуномід, інгібітори TNF-альфа (цертолізумаб, інфліксимаб та етанерцепт), абатацепт та анакінра. Ритуксимаб і тоцилізумаб є моноклональними антитілами. Застосування тоцилізумабу пов'язане з ризиком підвищення рівня холестерину.
Застосовуються також протизапальні та анальгетики. Проводиться фізіотерапія. У тяжких випадках застосовується корегуюче ортопедичне лікування. 